# Club Esportiu Benicarló
El Club Deportivo Benicarló és un club de futbol del municipi de Benicarló, (el Baix Maestrat). Va ser fundat en 1933, en tot, ja existia el CD Pla a la localitat des d'onze anys abans. Ha disputat 15 temporades a Tercera divisió, tot i que actualment milita en la Primera Regional valenciana. És un dels clubs castellonencs amb més temporades a la Regional Preferent valenciana, on jugà per 27a vola la temporada 2009/10.

## Història
Durant els anys 60 va aconseguir la seua millor classificació: 6é a la Tercera divisió. Alli va romandre cinc temporades seguides. Per aquells anys el club tenia una massa social de quasi mil abonats.
Als anys 80 l'equip va viure una de les seues etapes més daurades. Va romandre al llarg de nou campanyes consecutives un lloc a la Tercera divisió. A banda de viure una gran estabilitat esportiva, la competició s'animava amb els derbis comarcals font al Vinaròs CF.
Des de finals dels 90 es manté a la Regional Preferent, amb alguna breu estada a la categoria inferior. En la darrera etapa de la gestió com a entrenador-president de l'antic jugador José Verges Choco arribaren els problemes. Una volta va dimitir l'estiu del 2008 l'equip va estar a punt de desaparéixer pels problemes econòmics. Finalment es va poder salvar, però va haver de completar una plantilla íntegrament de jugadors locals amb membres de l'Sporting Benicarló. Això va suposar un recés per a tots els equips inferiors del municipi, tot i que el CD Benicarló va salvar la categoria.

### Estadístiques
- 0 temporades en Primera divisió.
- 0 temporades en Segona divisió.
- 0 temporades en Segona B.
- 15 temporades en Tercera divisió.
  - Millor posició:6é a Tercera divisió (1966/67).

Últimes temporades:
- 1999/2000: - Regional Preferent -
- 2000/2001: - Primera Regional -
- 2001/2002: - Regional Preferent -
- 2002/2003: - Regional Preferent -
- 2003/2004: - Primera Regional -
- 2004/2005: - Regional Preferent -
- 2005/2006: - Regional Preferent -
- 2006/2007: - Regional Preferent - 13è
- 2007/2008: - Regional Preferent - 9è
- 2008/2009: - Regional Preferent - 15è
- 2009/2010: - Regional Preferent - 17è

## Uniforme
- Uniforme titular: Samarreta albinegra roja, pantaló i mitges blaves.
- Uniforme titular: Samarreta albinegra verda, pantaló i mitges blaves.

## Estadi
El CD Benicarló compartix amb altres equips del municipi l'ús del Camp Municipal d'Esports de Benicarló. És de gespa artificial i amb una capacitat per a 2.000 persones.

## Antics membres

### Jugadors destacats
- José Vergé Llopis Choco.
- Pitxi Alonso

### Entrenadors destacats
- Alvarito
- Paco Causanilles
- José Vergé Llopis Choco.